# Limbourgius kwamgumi
Limbourgius kwamgumi es una especie de coleóptero de la familia Attelabidae.

## Distribución geográfica
Habita en Tanzania.